# Dot Records
Dot Records is een Amerikaans platenlabel, opgericht in 1950 door Randy Wood. Wood had na de Tweede Wereldoorlog samen met een vriend een radiohersteldienst in Gallatin. Daar verkochten ze ook platen, wat voor Wood aanleiding was om in 1947 te beginnen met een eigen platenwinkel, "Randy's Record Shop" in Gallatin, en met een postorderbedrijf van grammofoonplaten. Dankzij dagelijkse reclamespots op het radiostation WLAC in Nashville (Tennessee), zou die binnen drie jaar uitgroeien tot een van de grootste ter wereld.
In 1950 maakte Wood een eerste plaatopname, het ragtimenummer "Boogie Beat Rag" van de plaatselijke groep de Tennessee Drifters. Dat was de eerste plaat op het nieuwe Dot label en verkocht een paar duizend exemplaren. In mei kwam een ander ragtimepianoplaat uit, "Crazy Bone Rag", opgenomen door Johnny Maddox, die vroeger in de platenwinkel had gewerkt, begeleid door J.O. Templeton and the Rhythmasters. Het werd een bescheiden succes. Een rhythm-and-bluesplaat van de Griffin Brothers met Margie Day, "Little Red Rooster", werd een nummer 1 op de r&b-lijst en verkocht meer dan 100.000 exemplaren. Een volgende plaat in dat genre, "Tra La La" van Tommy Brown was ook een top-10 hit met meer dan 100.000 ex. De meeste van deze vroege opnamen gebeurden in het plaatselijke radiostation WHIN, waarvan Wood een van de mede-eigenaars was. Het waren vaak coverversies van r&b-hits door jonge blanke zangers voor de teenagermarkt. De belangrijkste vertegenwoordiger daarvan was Pat Boone, met hits als "April Love", "Moody River" en "Love Letters in the Sand". The Fontane Sisters waren ook een topper voor Dot Records, met 18 songs in de Billboard Hot 100. Naast pop en r&b bracht Dot ook countrymuziek uit. De eerste countryhit op het Dot-label was "'Tis sweet to be remembered" van Mac Wiseman.
De nationale doorbraak in de VS kwam er in het begin van 1951 met "Trying", geschreven door Billy Vaughn en vertolkt door The Hilltoppers, een groep universiteitsstudenten uit Bowling Green (Kentucky). Het werd meer dan 750.000 keer verkocht en klom tot nummer 3 op de nationale hitlijst. De opvolger, "P.S. I Love You" werd meer dan een miljoen keer verkocht, goed voor een gouden plaat. Er volgden nog diverse toptienhits van de Hilltoppers. Billy Vaughn werd, na Wood, de belangrijkste producer voor het label en had met zijn orkest zelf een aantal hits op Dot tussen 1954 en 1966.
Dot groeide uit tot een van de belangrijkste Amerikaanse singles-labels. In januari 1957 verkocht Wood zijn aandeel van 70% in Dot Records aan de Paramount Pictures Corporation. Hij bleef wel president van Dot Records en werd tevens vicepresident van Paramount Pictures. Tegelijkertijd verhuisde het label naar Hollywood (Californië). Dot begon toen ook lp's uit te brengen, waaronder soundtrackalbums zoals die van Elmer Bernstein voor The Ten Commandments. Het label was tevens een van de eerste om platen van beroemde tv- en filmpersoonlijkheden uit te brengen; dit gebeurde met Gale Storm uit de tv-serie "My Little Margie", die een #2 hit had met "I hear you knocking" en de filmacteur Tab Hunter, wiens "Young Love" een nummer 1-hit werd.
Toen Paramount gekocht werd door Gulf and Western in 1967, werden de verschillende platenlabels van Paramount Pictures (o.a. Dot, Paramount, Neighborhood, Blue Thumb) ondergebracht in de Famous Music Corp. Randy Wood nam daarop ontslag als president van Dot. Hij werd opgevolgd door Arnold Burk, een andere vicepresident van Paramount Pictures.  Wood begon in 1968 met een nieuw label, Ranwood Records. Dot zelf werd gepositioneerd als countrymuzieklabel, met Nashville (Tennessee) als uitvalsbasis. Artiesten waren o.a. Roy Clark, Donna Fargo, Don Williams, Ray Griff en Tommy Overstreet.
In augustus 1973 kocht ABC Records de Famous Music Corp. groep. Dot werd nadien omgedoopt in ABC/Dot. Begin 1978 verdween dan de naam "Dot" en werd het label geïntegreerd in ABC Records.